# Alba Baptista
Alba Baptista (ur. 10 lipca 1997 w Lizbonie) – portugalska aktorka, która wystąpiła m.in. w filmie Paryż pani Harris i serialu Netfliksa Warrior Nun.

## Życie prywatne
We wrześniu 2023 Baptista wyszła za mąż za aktora Chrisa Evansa.

## Filmografia

### Filmy
| Rok  | Tytuł                 | Rola                  | Uwagi       |
| ---- | --------------------- | --------------------- | ----------- |
| 2012 | Amanhã é um Novo Dia  | Córka Mãe             | krótkometr. |
| 2014 | Miami                 | Raquel                | krótkometr. |
| 2018 | Equinócio             |                       | krótkometr. |
| 2018 | Summerfest            | Laura                 | krótkometr. |
| 2018 | Nero                  | Clara                 | krótkometr. |
| 2018 | Leviano               | Carolina Paixão       |             |
| 2018 | Linhas de Sangue      | Elsa Schneider        |             |
| 2018 | Caminhos Magnétykos   | Catarina              |             |
| 2019 | Imagens Proibidas     | Catarina              |             |
| 2019 | Patrick               | Marta                 |             |
| 2020 | Fatima                | córka pani Lopez      |             |
| 2022 | Nothing Ever Happened | Maria                 |             |
| 2022 | L'enfant              | Branca                |             |
| 2022 | Paryż pani Harris     | Natasha               |             |
| 2022 | Campo de Sangue       | Rapariga na Esplanada |             |
| 2022 | Nunca Nada Aconteceu  | Maria                 |             |
| 2023 | Flite                 | Stevie                | krótkometr. |
| 2023 | Amelia's Children     | młoda Amélia          |             |
| 2023 | Dulcineia             | Dulcineia             |             |

### Telewizja
| Rok        | Tytuł             | Rola           | Uwagi          |
| ---------- | ----------------- | -------------- | -------------- |
| 2014–2015  | Jardins Proibidos | Inês Correia   | w gł. obsadzie |
| 2016–2017  | A Impostora       | Beatriz Varela | w gł. obsadzie |
| 2017       | Filha da Lei      | Sara           | w gł. obsadzie |
| 2017       | A Criação         | Ratinha        | w gł. obsadzie |
| 2017       | Madre Paula       | Ana            | 13 odc.        |
| 2017       | Sim, Chef!        | Sónia          | 1 odc.         |
| 2018       | País Irmão        | Mulher Divinal | 1 odc.         |
| 2017–2018  | Jogo Duplo        | Leonor Neves   | w gł. obsadzie |
| 2020, 2022 | Warrior Nun       | Ava Silva      | w gł. obsadzie |